# Stanisław Strzałka
Stanisław Strzałka (ur. 27 kwietnia 1911 we Włocławku, zm. 14 lipca 1988 w Szczecinie) – kapitan, funkcjonariusz aparatu bezpieczeństwa PRL.

## Życiorys
Do 1922 skończył szkołę powszechną, a do 1927 kurs wieczorowy w ludowej szkole dokształcającej we Włocławku, po czym został gońcem biurowym w Towarzystwie Przemysłowo-Handlowym we Włocławku, a w 1928 urzędnikiem w tym towarzystwie. Później pracował w dziale technicznym w Magistracie i przy budowie miejskiej elektrowni. Działał w PPS-Lewicy, gdzie był sekretarzem komitetu zakładowego, i w KZMP, w którym był sekretarzem komórki. W 1929 aresztowany i na 6 tygodni uwięziony za działalność komunistyczną, na początku 1930 osadzony na kilka miesięcy w więzieniu, później w tym samym roku ponownie aresztowany i skazany na 4 lata więzienia. Karę odbywał we Włocławku i Płocku, gdzie był członkiem Zarządu Komuny Więziennej i Trójki Partyjnej. Po zwolnieniu w marcu 1934 wstąpił do KPP i został wybrany do Komitetu Okręgowego tej partii. Był technikiem okręgowym KPP. Wkrótce został znowu aresztowany i skazany na 4 lata więzienia, a po zastosowaniu amnestii karę skrócono o połowę. Wyszedł na wolność w kwietniu 1936 i wznowił działalność komunistyczną. W grudniu 1936 na kilka miesięcy osadzony w obozie w Berezie Kartuskiej, gdzie podpisał dokument lojalności i prawdopodobnie zobowiązanie do współpracy. Po wyjściu na wolność pracował w Warszawie jako hydraulik i cieśla oraz działał w Związku Zawodowym Metalowców.
Po ataku Niemiec na Polskę we wrześniu 1939 schronił się w Białymstoku, gdzie został aresztowany przez NKWD. Po zwolnieniu wrócił na teren okupacji niemieckiej. 1940-1944 przebywał we Włocławku, na Kielecczyźnie i w Sandomierskiem (od 1942 w Mielcu), gdzie był monterem centralnego ogrzewania i instalacji hydraulicznych. 15 grudnia 1944 został funkcjonariuszem aparatu bezpieczeństwa i 31 grudnia 1944 został kierownikiem Sekcji I Powiatowego Urzędu Bezpieczeństwa Publicznego w Mielcu. 13 stycznia 1945 mianowany kierownikiem Grupy Operacyjnej na powiat nowotarski, a od 1 lutego 1945 był kierownikiem tamtejszego PUBP.
10 października 1945 odznaczono go Srebrnym Medalem Zasłużonym na Polu Chwały. 15 grudnia 1945 został przeniesiony dyscyplinarnie na stanowisko szefa PUBP w Miechowie (za samowolne aresztowanie starosty nowotarskiego), od 18 marca 1946 naczelnik Wydziału V WUBP w Krakowie. Od 16 września 1946 szef PUBP w Tarnowie. Uchwałą Prezydium KRN z 17 września 1946 odznaczony Srebrnym Krzyżem Zasługi; później w trakcie pracy w UB został odznaczony także Złotym Krzyżem Zasługi i Krzyżem Kawalerskim Orderu Odrodzenia Polski. 22 stycznia 1948 mianowany zastępcą szefa WUBP w Krakowie, jednak 16 czerwca 1948 rozkaz o nominacji został anulowany, a Stanisław Strzałka został przeniesiony na poprzednie stanowisko.
15 września 1950 został zwolniony z pełnionej funkcji za dopuszczenie do rozkładu moralnego wśród podległego personelu, wulgarne odnoszenie się do podwładnych i za zatajenie danych dotyczących swojej przeszłości.
Pochowany na cmentarzu Centralnym w Szczecinie.
Jego młodszy brat Kazimierz również był oficerem aparatu bezpieczeństwa i szefem kilku Urzędów Bezpieczeństwa.